# Antananarivo
Antananarivo (Tananarive, en francés) es la capital de Madagascar, así como de la región de Analamanga. Cuenta con una población de 1 403 449 habitantes (2001), lo que la convierte en la ciudad más poblada del país. La ciudad se encuentra ubicada en el centro de la isla, a unos 145 km de la costa oriental, que es la más cercana. En la actualidad la ciudad es una capital moderna, además del principal centro administrativo, económico, demográfico y judicial de Madagascar.

## Etimología
El nombre, de manera literal, significa «en la ciudad de los mil» en malgache, compuesto formado por el prefijo locativo A-, tanana que significa «ciudad» o «aldea» y arivo, «mil», (aunque la forma correcta sería Atnànan'ny Arivolahy) a causa de la cantidad de soldados que formaron su primer guarnición.
En efecto, según la tradición oral, el rey de Imerina, Andrianjaka (siglo XVII), pidió a mil guerreros que tomaran y protegieran el dominio real de la colina de Analamanga. Hecho que otras fuentes asignan a Radama I, primer rey malgache, lo cual parece improbable en razón de la cronología. El cerro y la ciudad conservaron el nombre de Analamanga hasta el reinado de Andriamasinavalona, quien les dio el nombre actual en honor a esos mil guerreros.
Sin embargo, no todos los investigadores aceptan esta leyenda; es posible que el nombre original fuese Antaninarivo, «en la tierra del pueblo», y Andriamasinavalona la denominase Atnànan'ny Arivolahy, de donde vino la forma híbrida Antananarivo por etimología popular.
Por aféresis propia del malgache, en francés se la llamó Tananarive con omisión del locativo, y en ocasiones simplemente Tana.

## Historia
La ciudad fue fundada hacia 1625, a partir de un fuerte que defendían unos mil hombres (de ahí su nombre). En 1710, el rey de la ciudad la dividió en cuatro partes, con las que obsequió a cada uno de sus hijos. En 1777, el primer europeo (de origen francés) visitó la ciudad y escribió una breve historia sobre ella. En 1794, se restauró la unidad de la ciudad y, más tarde, en 1797, se convirtió en la capital del reino de Merina. Las conquistas del rey Radama I hicieron que la ciudad fuese la capital de casi toda la isla.
En 1832, llegaron a la isla los franceses, bajo el mando de Jean Laborde. En 1839 se inició la construcción del palacio real. En 1849 comenzó una persecución a los cristianos, ordenada por la reina Ranavalona I, por la cual moriría todo aquel que no renunciara al cristianismo. Al reinado de Ranavalona I le sucedieron varios reinados de corta duración: el rey Radama II (1862-1863), la reina Rasoherina (1863-1868), la reina Ranavalona II (1868-1883) y la reina Ranavalona III (1883-1895). Estos reinados supusieron el regreso de arquitectos, misioneros y profesores a la ciudad.
El 29 de septiembre de 1895, la ciudad fue conquistada por Francia, lo que puso fin al reinado de Ranavalona III. El 6 de agosto de 1896, la isla de Madagascar fue declarada colonia francesa y, más tarde, el 16 de septiembre, tras la llegada de Joseph Gallieni, la ciudad se convirtió en la capital del protectorado de Madagascar durante la época colonial francesa. A partir de la conquista francesa de Madagascar, se construyeron en el país y la ciudad carreteras principales y secundarias. El espacio central de la ciudad, llamado Andohalo, fue remodelado con paseos y terrazas, jardineras con flores y árboles. Así, su condición de capital resultó en la mejora de sus calles y edificios y a la construcción de algunos de sus lugares más emblemáticos, tales como la Facultad de medicina en 1897 o el Instituto Pasteur de asistencia médica en 1899.
En 1947 comenzó en el país una rebelión muy sangrienta contra los franceses, cuyas bajas se contaron por miles (nunca se dio a conocer el número con exactitud), que finalizó en 1960 con la independencia del país. Tras la proclamación de la independencia, Antananarivo se convirtió en la capital nacional del Estado malgache.

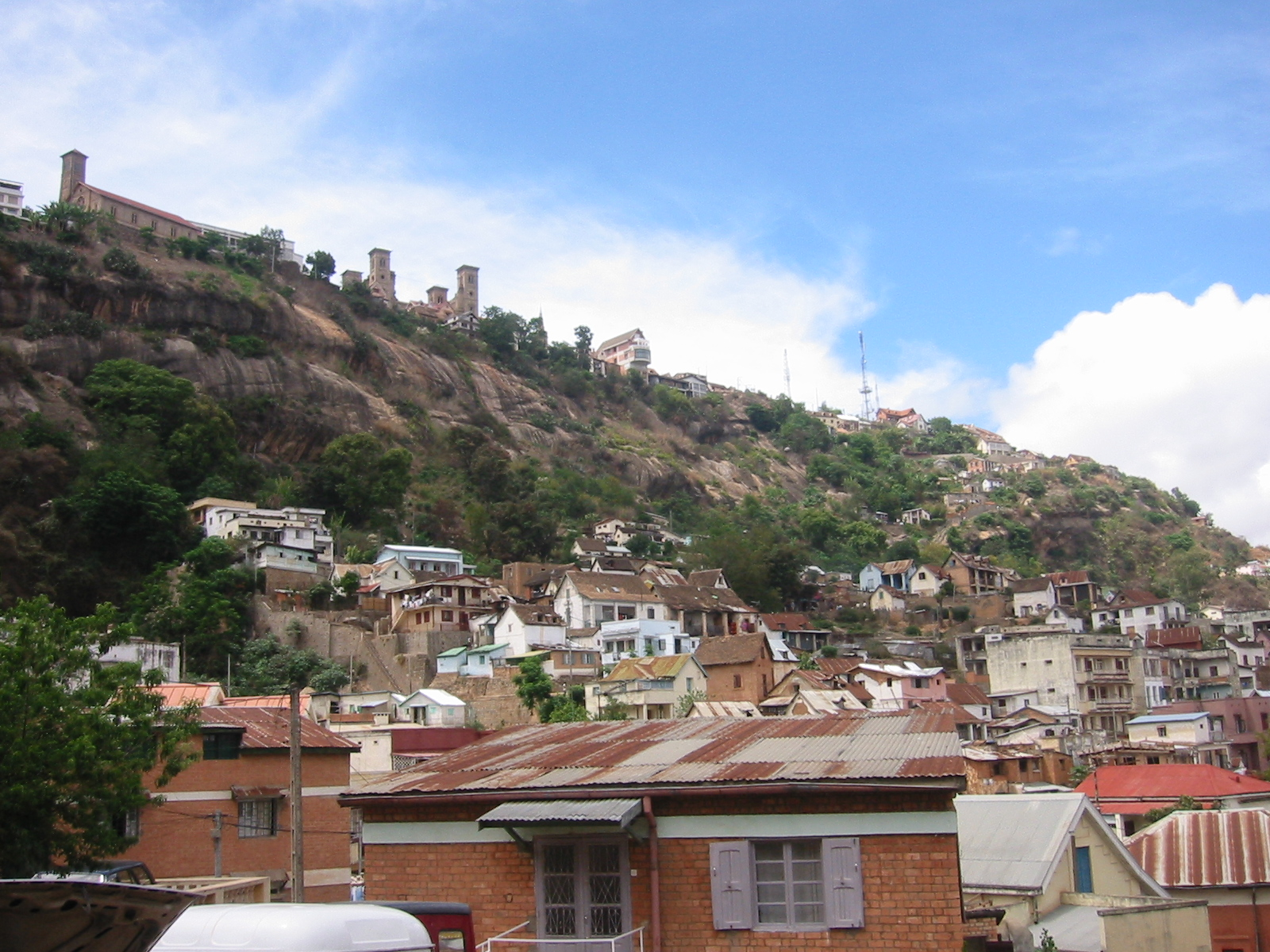
El Palacio de Rova, en ruinas desde el incendio de 1995, domina una de las doce colinas de Antananarivo.

El 6 de noviembre de 1995, un incendio destruyó el edificio más emblemático de la ciudad, el Rova («palacio» en malgache), antiguo palacio real de la dinastía de los Merina, situado en lo alto de una de las colinas de la ciudad. El incendio destruyó una parte importantísima del patrimonio cultural malgache. Además de muchísimos documentos y obras de arte, las llamas arrasaron las tumbas de todos los reyes y reinas merinas, excepto una. La conmoción causada por el incendio se agravó al descubrirse que había sido provocado, lo cual elevó la tensión interétnica en Madagascar entre los merina, de origen polinesio, y la población de las áreas costeras de origen étnico mixto (africano y polinesio), que tradicionalmente se ha sentido discriminada por los merina. Desde entonces, el Rova ha sido reconstruido parcialmente.

## Economía

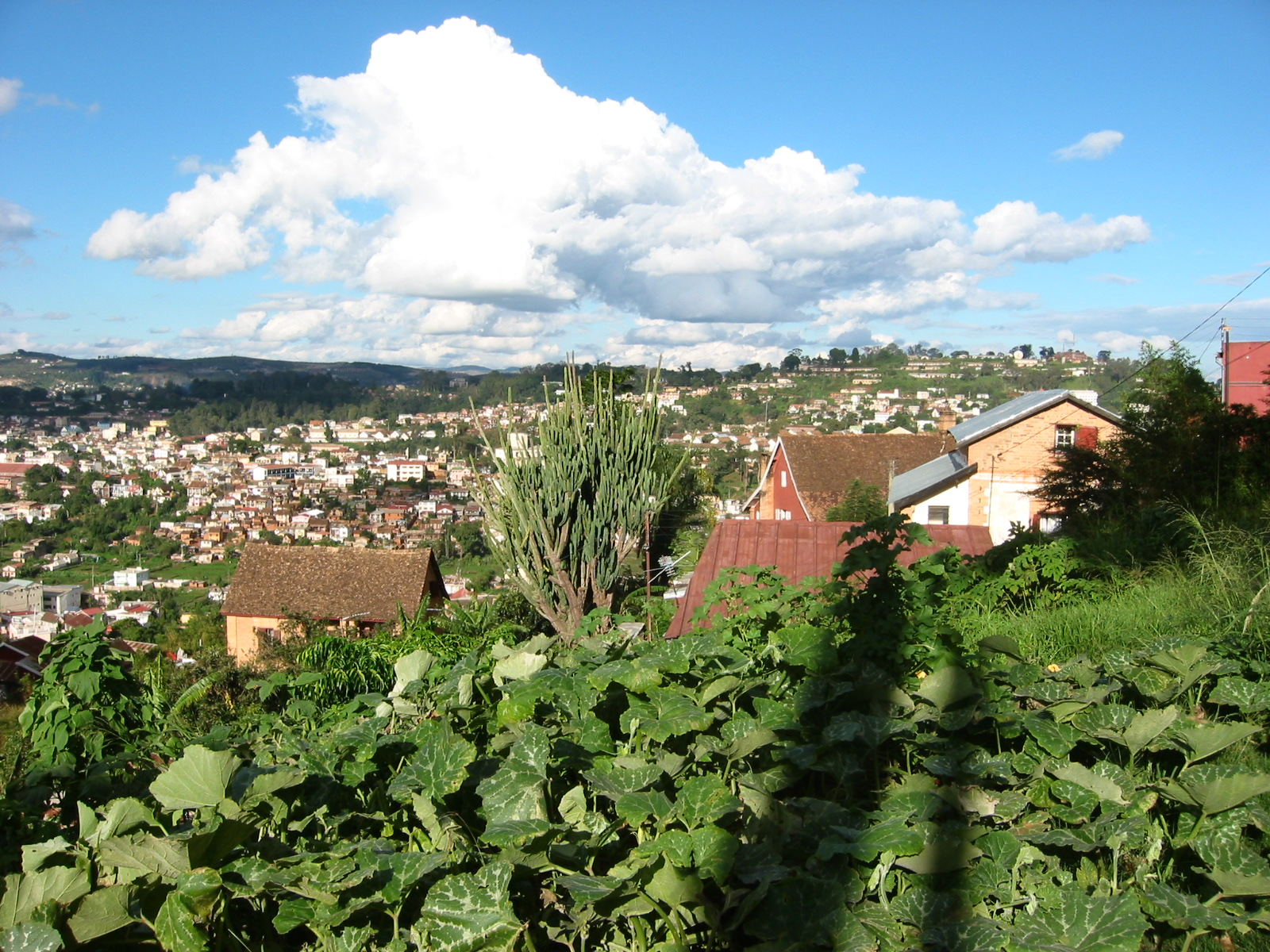
Campos de cultivo a las afueras de la ciudad

Antananarivo es el centro económico, administrativo y de comunicaciones del país. Entre sus principales industrias se encuentran la industria textil y la industria tabacalera, aunque como en el resto del país también son importantes las plantaciones agrícolas y ganaderas que se encuentran situadas en las afueras de la ciudad. Debido a que la ciudad es tan importante a nivel nacional en sus mercados se pueden encontrar productos de todas las zonas del país. El Aeropuerto Internacional Ivato es el mejor aeropuerto y el más transitado del país.

### Transporte
La ciudad dispone de comunicaciones por carretera con otras ciudades importantes del país como Toamasina. Asimismo, cuenta con vías ferroviarias y dispone del Aeropuerto Internacional Ivato que, con más de 1 500 000 de pasajeros, es el aeropuerto más importante del país y proporciona a la ciudad vuelos nacionales con distintas regiones de Madagascar, además de trayectos internacionales hacia París, Johannesburgo, Nairobi y otras importantes ciudades africanas.

## Administración
El alcalde de la ciudad es Andry Rajoelina. La ciudad de Antananarivo está dividida en seis arrondissements o distritos. Cada uno de estos distritos está gobernado por un delegado. A su vez estos distritos se subdividen en barrios.
- El I arrondissement tiene una superficie de 8,92 km². En él reside un 21 % de la población de Antananarivo. Sus límites son: al norte, el barrio de Antohomadinika; al sur el barrio de Ambatovinaky; al este linda con el barrio de Ampandrana; y al oeste, con Andohatapenaka I. Cuarenta y cuatro son los barrios que conforman este distrito. El delegado del I arrondissement es Serge Rakotomavo.

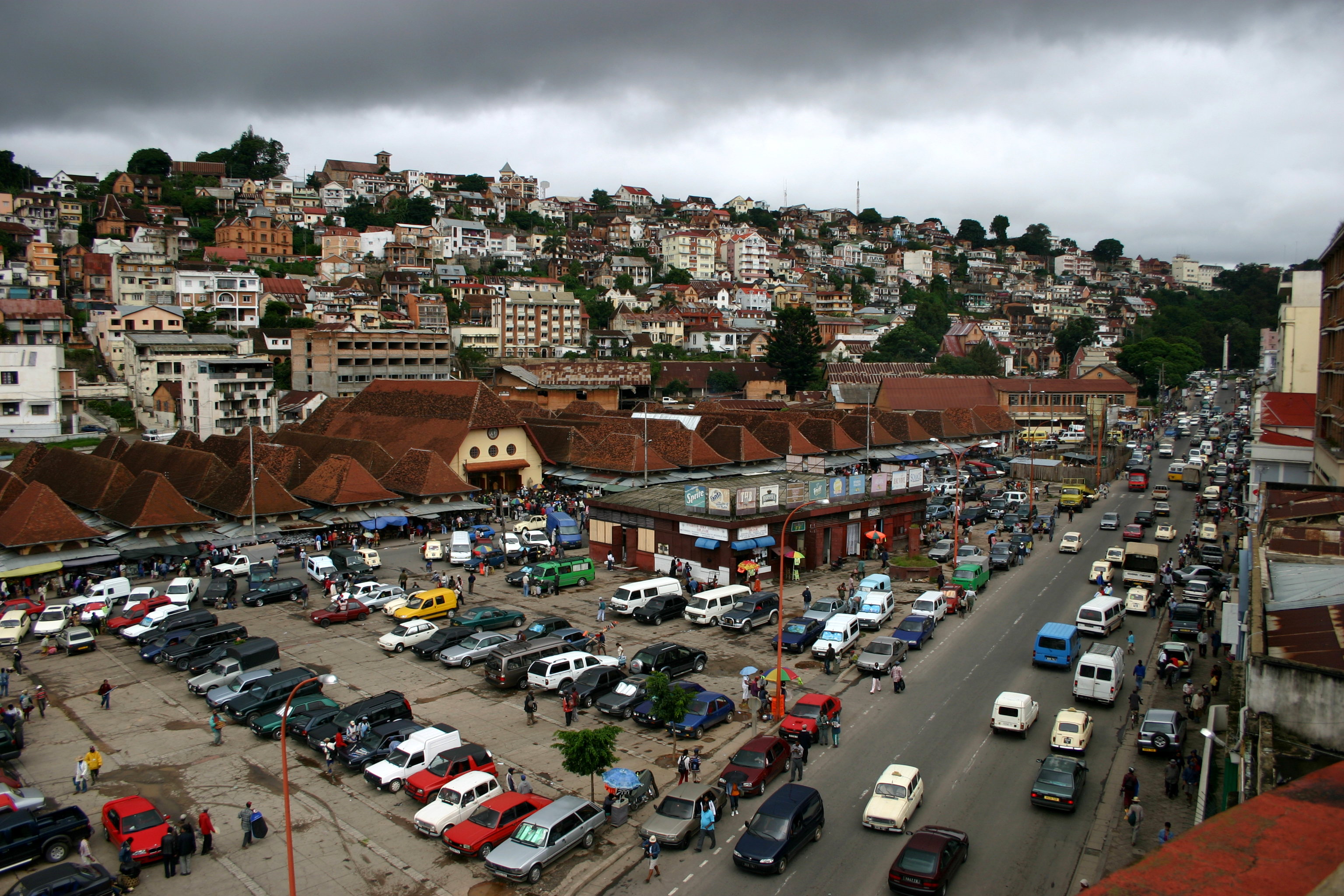
Vista de la antigua plaza donde se ubicaba el mercado «Zoma».

- El II arrondissement ocupa un área de 23,05 km². Acoge al 13 % de la población de la localidad. Limita al norte con el barrio de Ampasanimalo, al sur con Androndrakely, al este con el barrio de Ambolokandrina y finalmente al oeste con Manjakamiadana. El distrito está conformado por veinticuatro barrios. El delegado del II arrondissement es Sabin Randriambololona.
- El III arrondissement es el menor de los seis que componen la Antananarivo, se extiende en una superficie de 6,83 km². La población que en él habita conforma un 12 % del total de la localidad. Se encuentra delimitado al norte por el barrio de Andravoahangy, al sur por Antanimena, al este por Ankatso y finalmente limita al oeste con el barrio de Ankorondrano. Este arrondissement está formado solamente por 4 barrios. El delegado del III arrondissement es Nirina Rakotomamonjy.
- El IV arrondissement cuenta con una superficie de 12,95 km². En él reside un 17% de la población de Antananarivo. El distrito limita al norte con el barrio de Tsimialonjafy Mahamasina, linda al sur con Anosimahavelona, al este con Ankaditoho y al oeste con Anosipatrana. Está dividido en 32 barrios y su delegada es Donat Rakotonarivo.
- El V arrondissement es el mayor en superficie de los que componen la capital de Madagascar, con 23,05 km². También es el mayor distrito en lo que a número de población se refiere, con un 27 % del total de la localidad residiendo en esta zona. Los límites del distrito son: al norte el barrio de Analamahintsy, al sur Ambodivona, al este limita con Mahazo y al oeste con el barrio de Soavimasoandro. El distrito está dividido en 27 barrios. El delegado del arrondissement es Serge Rakotomavo, el mismo que en el I arrondissement, pues en el V distrito ocupa el cargo de manera interina.
- El VI arrondissement ocupa un área de 16,77 km². En él reside el 10 % restante de la población de Antananarivo. El distrito queda dividido en 31 barrios y lo limitan: al norte el barrio de Andraharo, al sur el barrio de Ankasina Antohomadinika y al oeste el de Avaratanàna Ambatolampy. El delegado del arrondissement es Jean Gaston Rabemanana.

## Geografía
Antananarivo se encuentra situada en la zona central de la isla de Madagascar que está rodeada íntegramente por el océano Índico. Además, se encuentra a unos 200 km de la ciudad de Toamasina, situada en la costa oriental; a unos 370 km de la ciudad de Morondaba, situada en la costa occidental; a unos 750 km de la ciudad de Antsiranana, situada en la costa norte; y a unos 680 km de la ciudad de Tôlanaro que se encuentra situada en la costa sur del país. La zona central de la isla está recorrida de norte a sur por una cadena montañosa cuyas cimas más altas alcanzan los 1500 m de altitud. En esta región se encuentra la ciudad de Antananarivo, a las faldas de un cerro rocoso, en una posición elevada que domina los alrededores, a unos 1435 m s. n. m.
Cerca de la localidad se encuentran las Cataratas Mandraka.

### Clima
| Datos climatológicos de Antananarivo                  | Datos climatológicos de Antananarivo | Datos climatológicos de Antananarivo | Datos climatológicos de Antananarivo | Datos climatológicos de Antananarivo | Datos climatológicos de Antananarivo | Datos climatológicos de Antananarivo | Datos climatológicos de Antananarivo | Datos climatológicos de Antananarivo | Datos climatológicos de Antananarivo | Datos climatológicos de Antananarivo | Datos climatológicos de Antananarivo | Datos climatológicos de Antananarivo | Datos climatológicos de Antananarivo | Datos climatológicos de Antananarivo |
| Temperatura                                           | Temperatura                          | Temperatura                          | Temperatura                          | Temperatura                          | Temperatura                          | Temperatura                          | Temperatura                          | Temperatura                          | Temperatura                          | Temperatura                          | Temperatura                          | Temperatura                          | Temperatura                          | Temperatura                          |
| Mes                                                   | Ene                                  | Feb                                  | Mar                                  | Abr                                  | May                                  | Jun                                  | Jul                                  | Ago                                  | Sep                                  | Oct                                  | Nov                                  | Dic                                  |                                      | Media                                |
| ----------------------------------------------------- | ------------------------------------ | ------------------------------------ | ------------------------------------ | ------------------------------------ | ------------------------------------ | ------------------------------------ | ------------------------------------ | ------------------------------------ | ------------------------------------ | ------------------------------------ | ------------------------------------ | ------------------------------------ | ------------------------------------ | ------------------------------------ |
| Altas máximas °C                                      | 27,7                                 | 25,9                                 | 25,4                                 | 24,8                                 | 22,9                                 | 20,9                                 | 20,2                                 | 20,6                                 | 23,0                                 | 25,2                                 | 26,0                                 | 25,8                                 |                                      |                                      |
| Media °C                                              | 22,2                                 | 21,4                                 | 20,9                                 | 20,0                                 | 17,9                                 | 15,9                                 | 15,3                                 | 15,5                                 | 17,2                                 | 19,3                                 | 20,6                                 | 21,1                                 |                                      | 18,9                                 |
| Bajas mínimas °C                                      | 16,6                                 | 16,9                                 | 16,3                                 | 15,2                                 | 12,9                                 | 10,8                                 | 10,3                                 | 10,3                                 | 11,3                                 | 13,4                                 | 15,1                                 | 16,3                                 |                                      |                                      |
| Precipitaciones                                       |                                      |                                      |                                      |                                      |                                      |                                      |                                      |                                      |                                      |                                      |                                      |                                      |                                      |                                      |
| Mes                                                   | Ene                                  | Feb                                  | Mar                                  | Abr                                  | May                                  | Jun                                  | Jul                                  | Ago                                  | Sep                                  | Oct                                  | Nov                                  | Dic                                  |                                      | Anual                                |
| Precipitación media mm                                | 270,4                                | 256,9                                | 183,1                                | 50,5                                 | 20,1                                 | 7,2                                  | 11,1                                 | 15,0                                 | 9,5                                  | 66,6                                 | 170,8                                | 304,1                                |                                      | 1365,3                               |
| Fuente: Servicio de información meteorológica mundial |                                      |                                      |                                      |                                      |                                      |                                      |                                      |                                      |                                      |                                      |                                      |                                      |                                      |                                      |

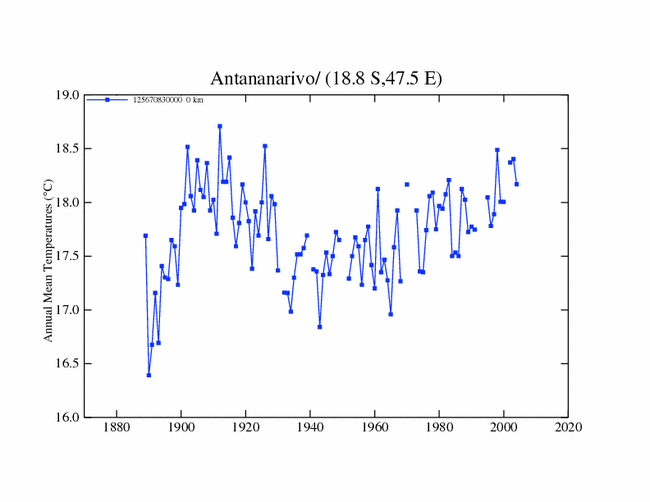
Temperaturas promedio del aire en casilla meteo, 1889 a 2005 (NASA).

El clima es templado por su altitud. Según la clasificación climática de Köppen, Antananarivo tiene un clima subtropical subhúmedo con lluvias en verano (Cwa). Enero es el mes más cálido en la ciudad, con un promedio de 22 grados Celsius; el mes más frío es julio, con un promedio de 15 grados Celsius. La media anual de temperatura es de 19 grados Celsius. Las heladas son raras en la ciudad; son más comunes en elevaciones más altas. Los meses con menos precipitaciones son julio y agosto con menos de 10 milímetros, mientras que en los meses de diciembre y enero llueve más con 290 milímetros. El promedio anual de precipitaciones es de 1358 milímetros.
El detalle más trascendente de la termografía diaria, desde 1889, en la estación meteorológica de la ciudad, es su característica curva cíclica, fuera de la «firma térmica» de la isla de calor de la ciudad capital. En general, la casi totalidad de los termómetros de localidades de Eurasia poseen una deriva propia del sesgo producido por la urbanización, reflejando los valores de termografía, solo a los acumuladores de calor urbanos.
| Parámetros climáticos promedio de Antananarivo, Madagascar | Parámetros climáticos promedio de Antananarivo, Madagascar | Parámetros climáticos promedio de Antananarivo, Madagascar | Parámetros climáticos promedio de Antananarivo, Madagascar | Parámetros climáticos promedio de Antananarivo, Madagascar | Parámetros climáticos promedio de Antananarivo, Madagascar | Parámetros climáticos promedio de Antananarivo, Madagascar | Parámetros climáticos promedio de Antananarivo, Madagascar | Parámetros climáticos promedio de Antananarivo, Madagascar | Parámetros climáticos promedio de Antananarivo, Madagascar | Parámetros climáticos promedio de Antananarivo, Madagascar | Parámetros climáticos promedio de Antananarivo, Madagascar | Parámetros climáticos promedio de Antananarivo, Madagascar | Parámetros climáticos promedio de Antananarivo, Madagascar |
| Mes                                                        | Ene.                                                       | Feb.                                                       | Mar.                                                       | Abr.                                                       | May.                                                       | Jun.                                                       | Jul.                                                       | Ago.                                                       | Sep.                                                       | Oct.                                                       | Nov.                                                       | Dic.                                                       | Anual                                                      |
| ---------------------------------------------------------- | ---------------------------------------------------------- | ---------------------------------------------------------- | ---------------------------------------------------------- | ---------------------------------------------------------- | ---------------------------------------------------------- | ---------------------------------------------------------- | ---------------------------------------------------------- | ---------------------------------------------------------- | ---------------------------------------------------------- | ---------------------------------------------------------- | ---------------------------------------------------------- | ---------------------------------------------------------- | ---------------------------------------------------------- |
| Temp. máx. abs. (°C)                                       | 33                                                         | 32                                                         | 31                                                         | 31                                                         | 29                                                         | 27                                                         | 27                                                         | 29                                                         | 33                                                         | 35                                                         | 34                                                         | 33                                                         | 35                                                         |
| Temp. máx. media (°C)                                      | 26.4                                                       | 26.5                                                       | 25.9                                                       | 25.2                                                       | 23.2                                                       | 21.1                                                       | 20.4                                                       | 21.0                                                       | 23.6                                                       | 25.8                                                       | 26.6                                                       | 26.4                                                       | 24.3                                                       |
| Temp. media (°C)                                           | 20.5                                                       | 20.7                                                       | 20.1                                                       | 19.2                                                       | 16.8                                                       | 14.6                                                       | 14.1                                                       | 14.5                                                       | 16.3                                                       | 18.5                                                       | 19.7                                                       | 20.2                                                       | 17.9                                                       |
| Temp. mín. media (°C)                                      | 16.6                                                       | 16.8                                                       | 16.3                                                       | 15.0                                                       | 12.3                                                       | 10.0                                                       | 9.5                                                        | 9.6                                                        | 10.6                                                       | 12.9                                                       | 14.8                                                       | 16.2                                                       | 13.3                                                       |
| Temp. mín. abs. (°C)                                       | 12                                                         | 11                                                         | 11                                                         | 7                                                          | 4                                                          | 1                                                          | 3                                                          | 2                                                          | 3                                                          | 6                                                          | 6                                                          | 11                                                         | 1                                                          |
| Precipitación total (mm)                                   | 274.0                                                      | 278.9                                                      | 203.5                                                      | 64.5                                                       | 22.5                                                       | 7.7                                                        | 10.8                                                       | 10.4                                                       | 10.6                                                       | 75.8                                                       | 187.7                                                      | 309.9                                                      | 1456.3                                                     |
| Días de lluvias (≥ 1.0 mm)                                 | 15                                                         | 15                                                         | 12                                                         | 5                                                          | 2                                                          | 2                                                          | 2                                                          | 1                                                          | 1                                                          | 6                                                          | 12                                                         | 17                                                         | 90                                                         |
| Horas de sol                                               | 210.5                                                      | 178.0                                                      | 199.1                                                      | 220.5                                                      | 228.8                                                      | 206.1                                                      | 213.9                                                      | 235.0                                                      | 249.5                                                      | 251.0                                                      | 232.7                                                      | 201.1                                                      | 2626.2                                                     |
| Humedad relativa (%)                                       | 80.5                                                       | 81.5                                                       | 80.5                                                       | 79.5                                                       | 78.5                                                       | 77.5                                                       | 77                                                         | 74.5                                                       | 70.5                                                       | 67                                                         | 70                                                         | 76.5                                                       | 76.1                                                       |
| Fuente n.º 1: NOAA                                         |                                                            |                                                            |                                                            |                                                            |                                                            |                                                            |                                                            |                                                            |                                                            |                                                            |                                                            |                                                            |                                                            |
| Fuente n.º 2: BBC Weather for records, and humidity        |                                                            |                                                            |                                                            |                                                            |                                                            |                                                            |                                                            |                                                            |                                                            |                                                            |                                                            |                                                            |                                                            |

## Cultura

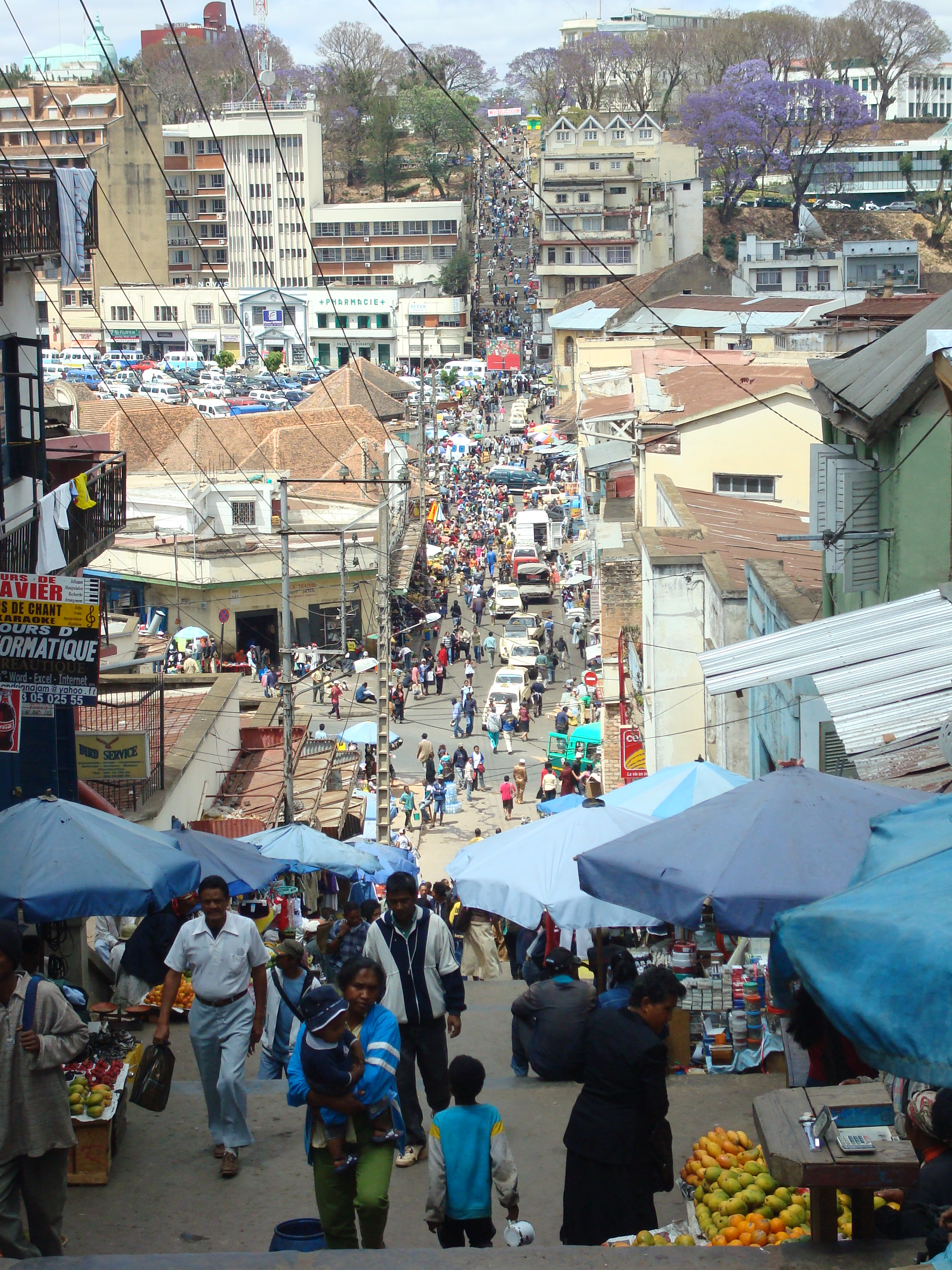
Vista de una calle de Antananarivo

Un pequeño parque se estableció cerca de la residencia del gobernador, y la plantación de árboles y la creación de jardines en diversas partes de la ciudad, dándole una apariencia brillante y atractiva. El agua se obtenía de manantiales al pie de la colina, mientras que ahora se propone conducir a la ciudad el abundante caudal del río Ikopa, que bordea la capital hacia el sur y el oeste. La ciudad está custodiada por dos fuertes construidos en las colinas al este y sudoeste, respectivamente. Incluida una anglicana y una catedral católica, existen alrededor de 50 iglesias en la ciudad y sus suburbios, así como una mezquita musulmana. Antananarivo acoge también a la Universidad de Madagascar y el Colegio Rural de Ambatobe.
En la ciudad, capital de Madagascar, la población se expresa en francés y en malgache.
La Universidad de Madagascar, principal centro universitario de la isla, se encuentra en la ciudad.
Las principales fiestas en la ciudad así como en el país son las siguientes aunque cada barrio tiene las suyas propias.
| Fecha                                                | Nombre en castellano                                     | Nombre local                      | Notas |
| ---------------------------------------------------- | -------------------------------------------------------- | --------------------------------- | --- |
| 1 de enero                                           | Año Nuevo                                                | Taom-baovao                       | El primer día del año es festivo en Madagascar. |
| Lunes de Pascua                                      |                                                          | Alatsinain'ny Paska               | La Pascua es el primer domingo después de la primera luna llena de primavera.                                                                                                   |
| 29 de marzo                                          | Conmemoración de los mártires de la sublevación de 1947. | Martioran'ny tolona tamin'ny 1947 | Conmemoración de los mártires de la sublevación que sucedió el 27 de marzo de 1947.                                                                                             |
| 1 de mayo                                            | Día del Trabajo                                          | Fetin'ny asa                      | Tradicionalmente el día de muchos acontecimientos políticos y sindicales en Madagascar.                                                                                         |
| 25 de mayo                                           | Día de África                                            | Andron'i Afrika                   | Conmemoración de la creación de la antigua Organización para la Unidad Africana (OUA) 25 de mayo de 1963, que fue reemplazada por la Unión Africana (UA) en 9 de julio de 2002. |
| El jueves después de 40 días de Pascua               | Ascensión                                                | Andro niakarana                   | Ascensión de Jesucristo a los cielos. |
| Lunes siguiente al séptimo domingo después de Pascua | Lunes de Pentecostés                                     | Alatsinain'ny Pentekosta          | Descenso del Espíritu Santo entre los apóstoles. |
| 26 de junio                                          | Día de la independencia                                  | Fetim-pirenena                    | Conmemoración de la independencia de la isla de la colonización francesa, el 26 de junio de 1960.                                                                               |
| 15 de agosto                                         | Asunción                                                 | Asompsiona                        | Asunción de la Virgen María. |
| 1 de noviembre                                       | Día de Todos los Santos                                  | Fetin'ny olo-masina               | |
| 25 de diciembre                                      | Navidad                                                  | Krismasy                          | Nacimiento de Jesucristo. |

### Deportes
El deporte más popular en la ciudad es el fútbol. La ciudad cuenta con varios equipos que juegan en la THB Champions League; pero de estos los más importantes son el AS Adema, el FC BVF, el BTM Antananarivo, el Dinamo Fima y el DSA Antananarivo que cuentan con dos títulos de liga cada uno aunque también hay otros clubes importantes en la ciudad como el COSFAP, el SOE Antananarivo, el USCA Foot, el USJF Ravinala, el US Fonctionnaires o el Ajesaia que cuentan con un título liguero.

## Galería

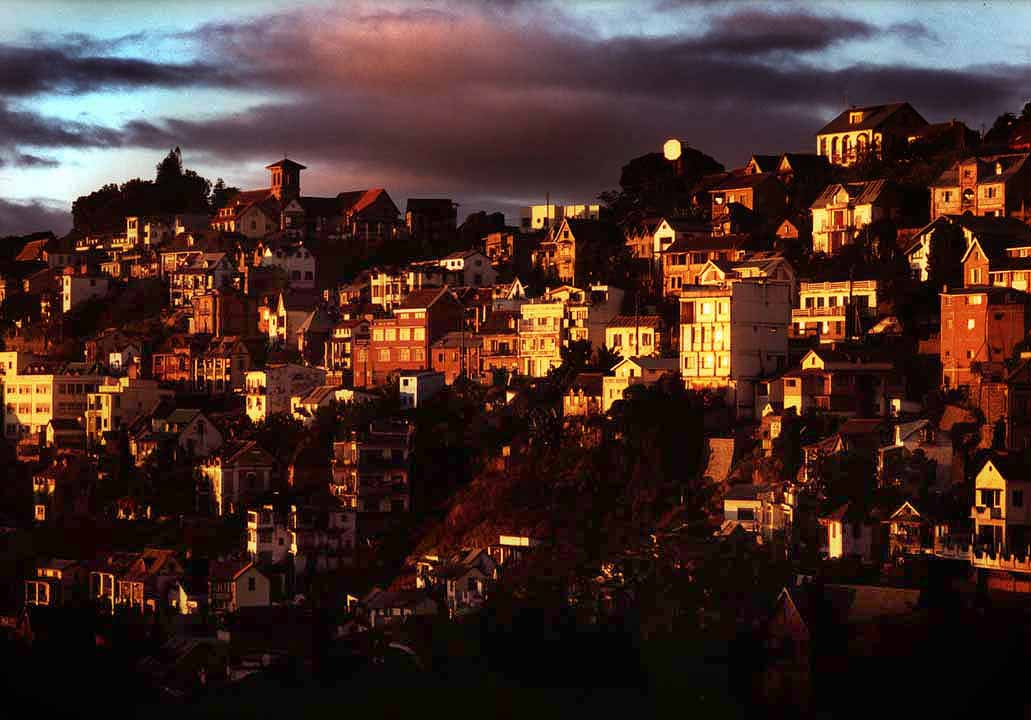
Atardecer en Antananarivo.
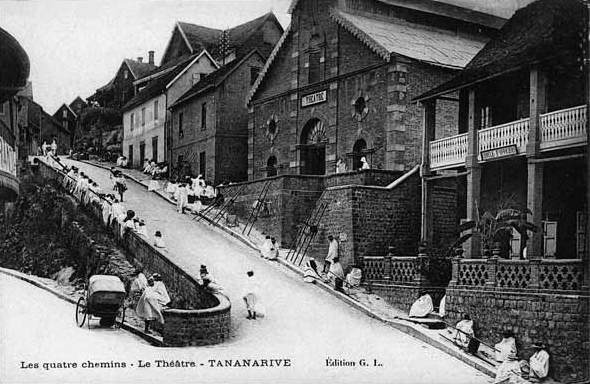
Un teatro en Antananarivo alrededor de 1905.
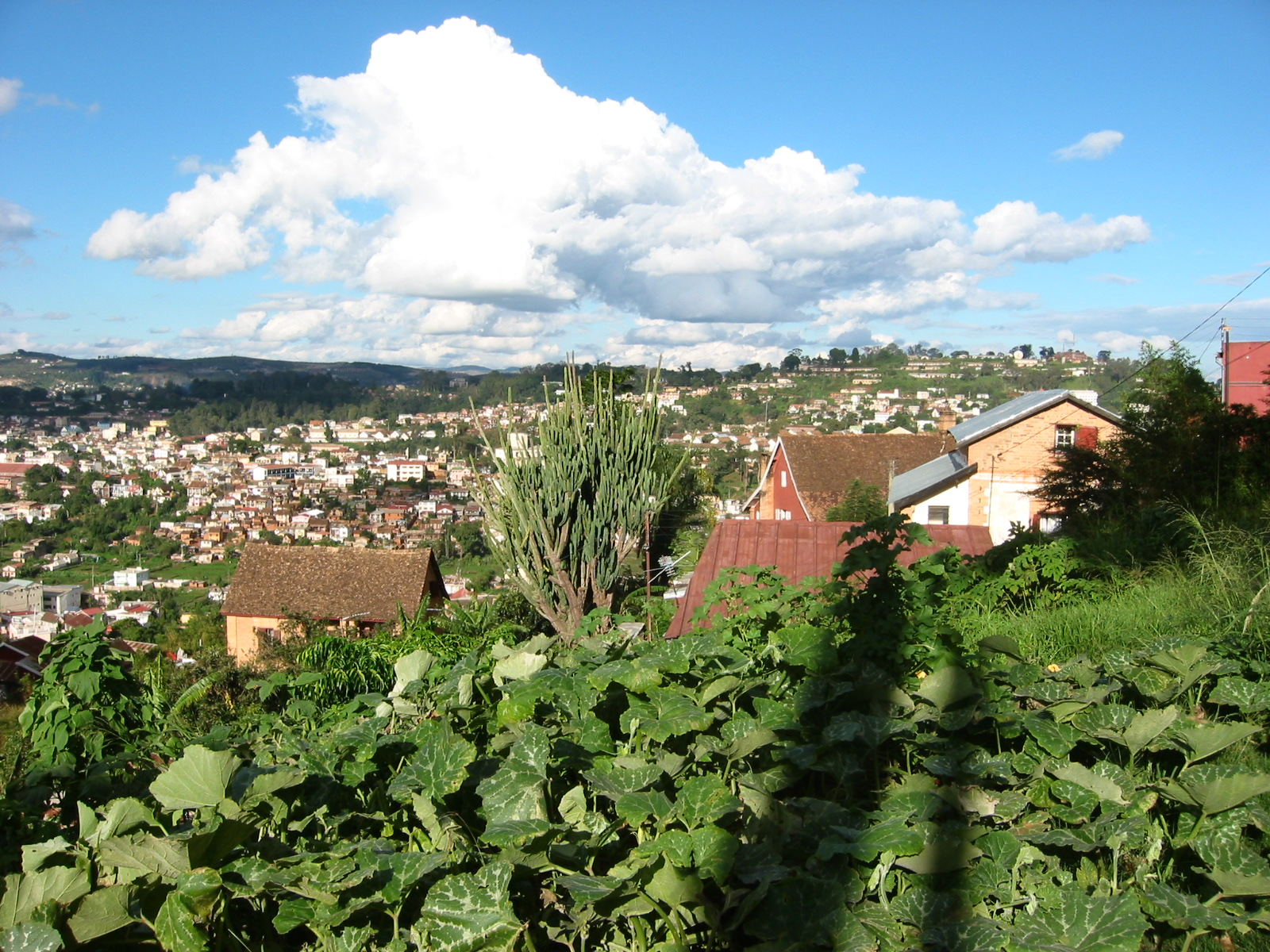
Antananarivo, Madagascar.
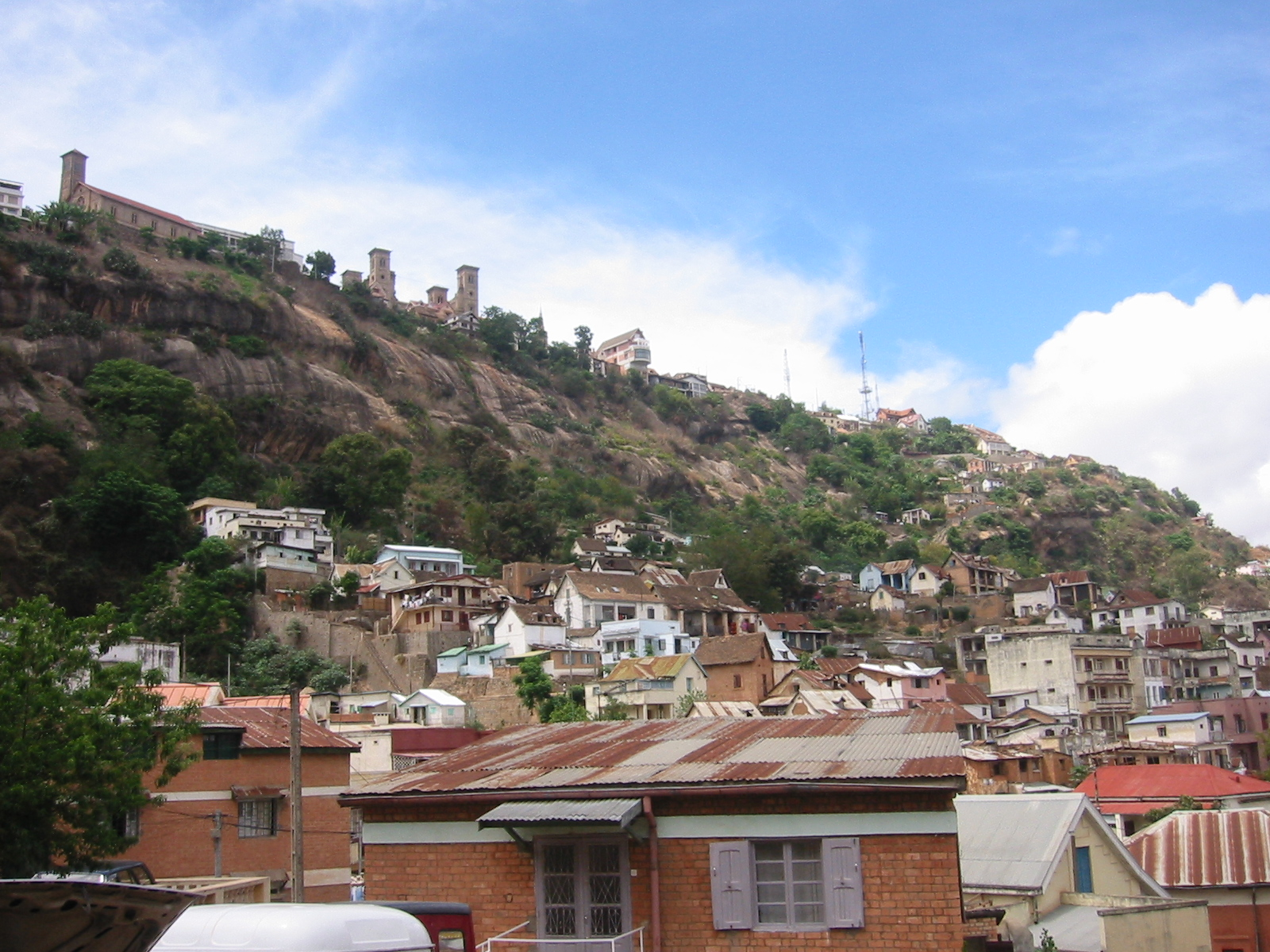
Antananarivo, Madagascar.
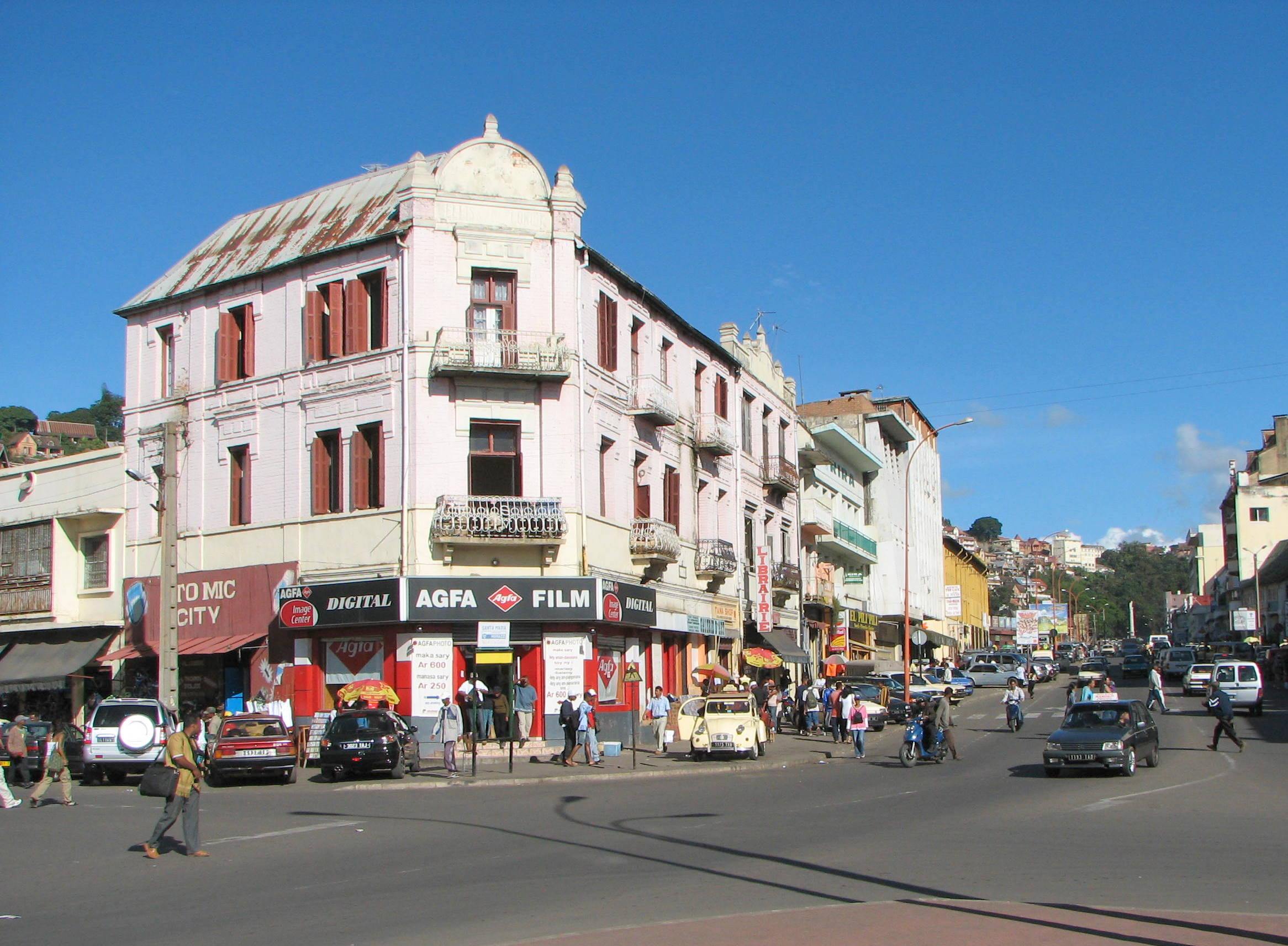
La Avenida de la Independencia (una de las principales calles de la ciudad).
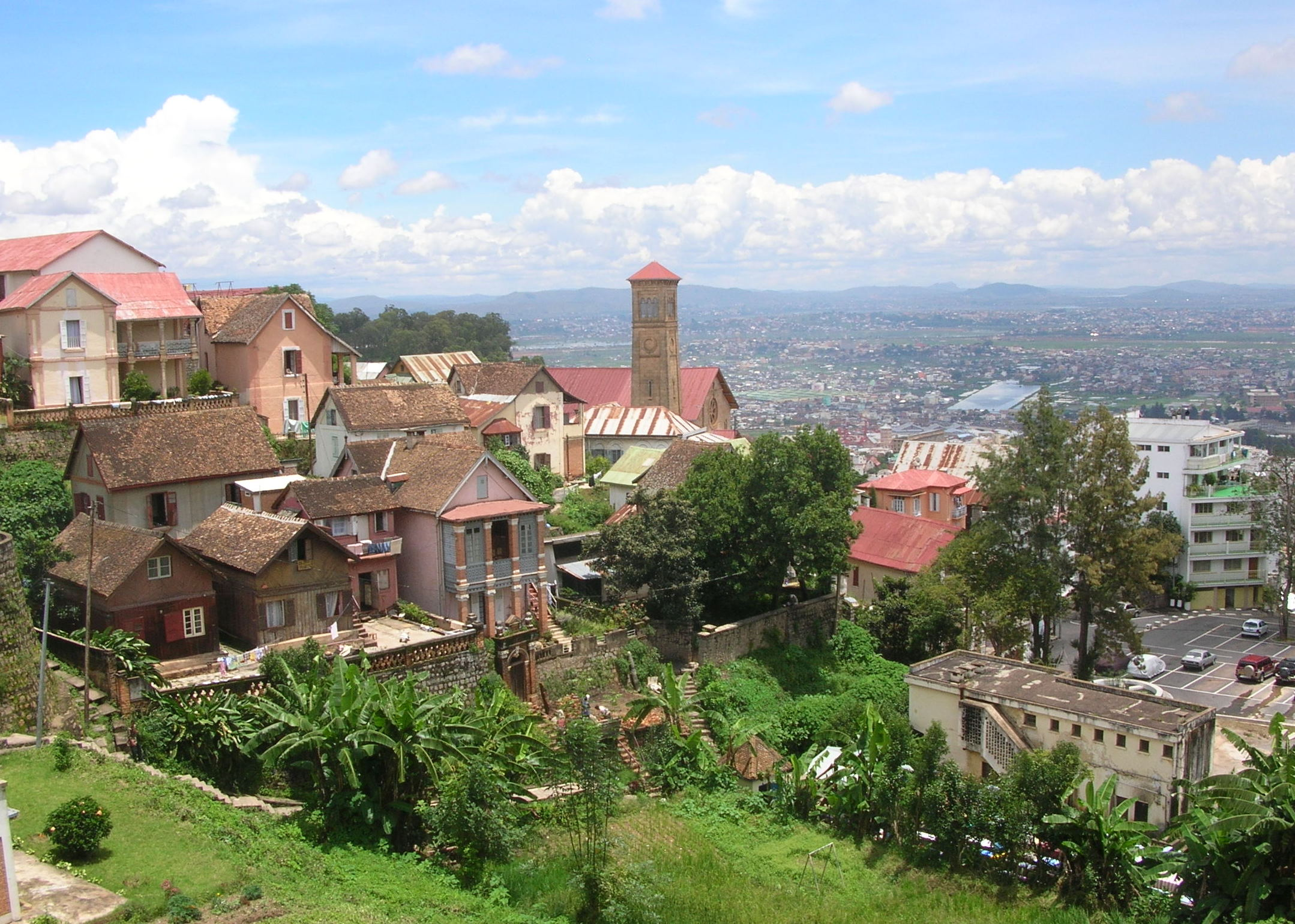
La ciudad vista desde las alturas.
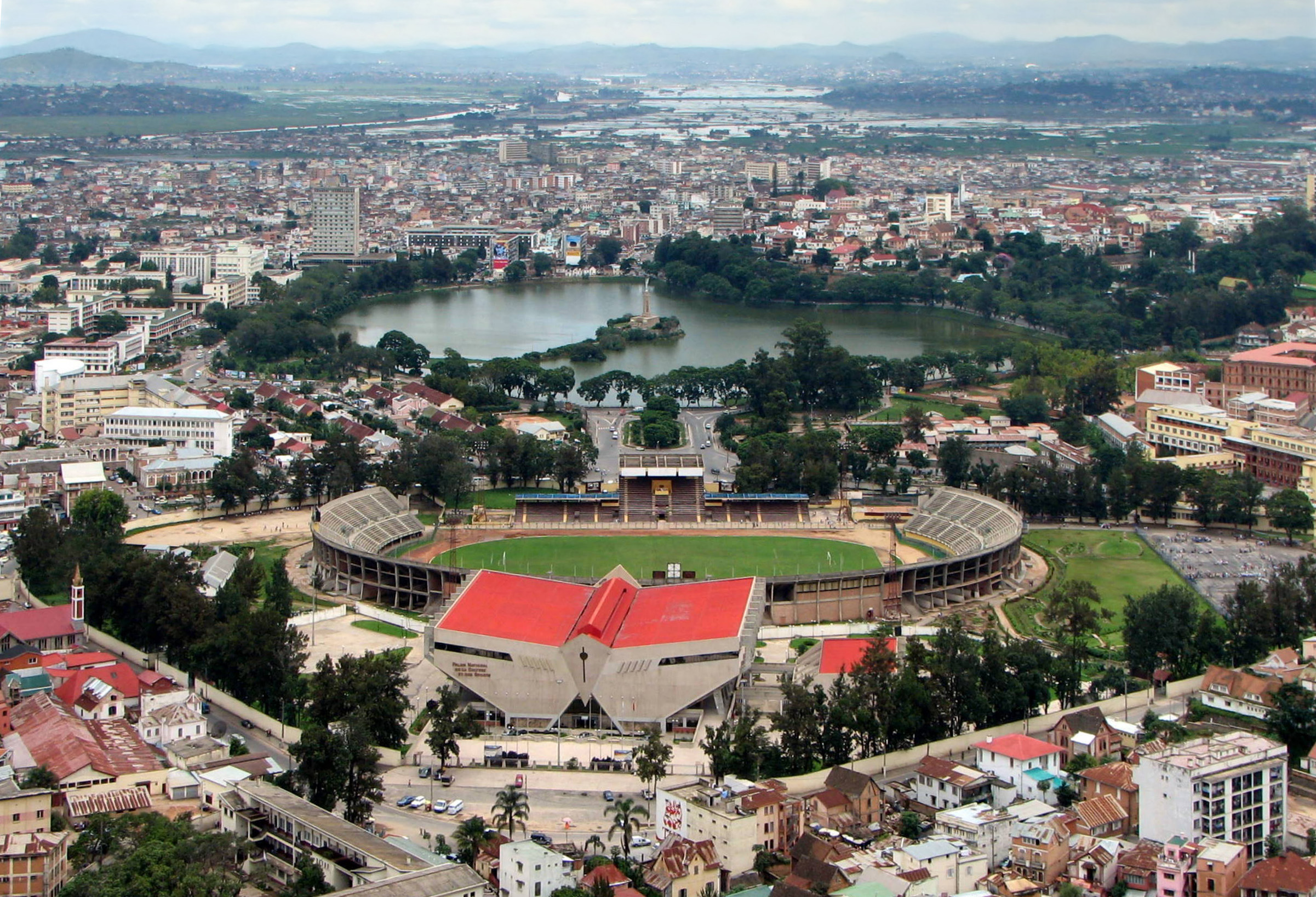
Vista del Estadio Municipal de Mahamasina con la ciudad alrededor.

## Ciudades hermanadas
En la actualidad Antananarivo se encuentra hermanada con las siguientes ciudades:
- Ereván, Armenia (desde 1981).[14]
- Suzhou, China.
- Fontenay-aux-Roses.

## Personas destacadas
- Hyppolite Ramaroson, militar que ocupó la presidencia de facto en 2009 (1951)